# Llista d'asteroides/150401-150500
| Nom      | Designació provisional | Data de descobriment | Lloc de descobriment | Descobridor/s |
| -------- | ---------------------- | -------------------- | -------------------- | ------------- |
| 150401 - | 2000 EZ74              | 11 de març de 2000   | Kitt Peak            | Spacewatch    |
| 150402 - | 2000 EM75              | 10 de març de 2000   | Višnjan Observatory  | K. Korlević   |
| 150403 - | 2000 EV100             | 12 de març de 2000   | Kitt Peak            | Spacewatch    |
| 150404 - | 2000 EK129             | 11 de març de 2000   | Anderson Mesa        | LONEOS        |
| 150405 - | 2000 EN132             | 11 de març de 2000   | Socorro              | LINEAR        |
| 150406 - | 2000 EW136             | 12 de març de 2000   | Socorro              | LINEAR        |
| 150407 - | 2000 EH151             | 5 de març de 2000    | Haleakala            | NEAT          |
| 150408 - | 2000 EZ157             | 12 de març de 2000   | Anderson Mesa        | LONEOS        |
| 150409 - | 2000 EV172             | 1 de març de 2000    | Kitt Peak            | Spacewatch    |
| 150410 - | 2000 ES196             | 3 de març de 2000    | Socorro              | LINEAR        |
| 150411 - | 2000 FW6               | 29 de març de 2000   | Kitt Peak            | Spacewatch    |
| 150412 - | 2000 FT18              | 29 de març de 2000   | Socorro              | LINEAR        |
| 150413 - | 2000 FN21              | 29 de març de 2000   | Socorro              | LINEAR        |
| 150414 - | 2000 FA23              | 29 de març de 2000   | Socorro              | LINEAR        |
| 150415 - | 2000 FR27              | 27 de març de 2000   | Anderson Mesa        | LONEOS        |
| 150416 - | 2000 FU52              | 29 de març de 2000   | Kitt Peak            | Spacewatch    |
| 150417 - | 2000 FX56              | 29 de març de 2000   | Socorro              | LINEAR        |
| 150418 - | 2000 FK64              | 29 de març de 2000   | Socorro              | LINEAR        |
| 150419 - | 2000 GX                | 2 d'abril de 2000    | Kitt Peak            | Spacewatch    |
| 150420 - | 2000 GH6               | 4 d'abril de 2000    | Socorro              | LINEAR        |
| 150421 - | 2000 GA14              | 5 d'abril de 2000    | Socorro              | LINEAR        |
| 150422 - | 2000 GC15              | 5 d'abril de 2000    | Socorro              | LINEAR        |
| 150423 - | 2000 GN17              | 5 d'abril de 2000    | Socorro              | LINEAR        |
| 150424 - | 2000 GA18              | 5 d'abril de 2000    | Socorro              | LINEAR        |
| 150425 - | 2000 GB35              | 5 d'abril de 2000    | Socorro              | LINEAR        |
| 150426 - | 2000 GR40              | 5 d'abril de 2000    | Socorro              | LINEAR        |
| 150427 - | 2000 GK41              | 5 d'abril de 2000    | Socorro              | LINEAR        |
| 150428 - | 2000 GL46              | 5 d'abril de 2000    | Socorro              | LINEAR        |
| 150429 - | 2000 GR46              | 5 d'abril de 2000    | Socorro              | LINEAR        |
| 150430 - | 2000 GG49              | 5 d'abril de 2000    | Socorro              | LINEAR        |
| 150431 - | 2000 GZ49              | 5 d'abril de 2000    | Socorro              | LINEAR        |
| 150432 - | 2000 GV56              | 5 d'abril de 2000    | Socorro              | LINEAR        |
| 150433 - | 2000 GY75              | 5 d'abril de 2000    | Socorro              | LINEAR        |
| 150434 - | 2000 GV83              | 3 d'abril de 2000    | Socorro              | LINEAR        |
| 150435 - | 2000 GT98              | 7 d'abril de 2000    | Socorro              | LINEAR        |
| 150436 - | 2000 GE99              | 7 d'abril de 2000    | Socorro              | LINEAR        |
| 150437 - | 2000 GM101             | 7 d'abril de 2000    | Socorro              | LINEAR        |
| 150438 - | 2000 GG117             | 2 d'abril de 2000    | Kitt Peak            | Spacewatch    |
| 150439 - | 2000 GZ117             | 2 d'abril de 2000    | Kitt Peak            | Spacewatch    |
| 150440 - | 2000 GR118             | 3 d'abril de 2000    | Kitt Peak            | Spacewatch    |
| 150441 - | 2000 GU118             | 3 d'abril de 2000    | Kitt Peak            | Spacewatch    |
| 150442 - | 2000 GN127             | 10 d'abril de 2000   | Haleakala            | NEAT          |
| 150443 - | 2000 GT139             | 4 d'abril de 2000    | Anderson Mesa        | LONEOS        |
| 150444 - | 2000 GH146             | 12 d'abril de 2000   | Kitt Peak            | Spacewatch    |
| 150445 - | 2000 GD161             | 7 d'abril de 2000    | Anderson Mesa        | LONEOS        |
| 150446 - | 2000 GM164             | 5 d'abril de 2000    | Socorro              | LINEAR        |
| 150447 - | 2000 GD173             | 3 d'abril de 2000    | Socorro              | LINEAR        |
| 150448 - | 2000 GJ176             | 2 d'abril de 2000    | Kitt Peak            | Spacewatch    |
| 150449 - | 2000 HF1               | 24 d'abril de 2000   | Kitt Peak            | Spacewatch    |
| 150450 - | 2000 HK2               | 25 d'abril de 2000   | Kitt Peak            | Spacewatch    |
| 150451 - | 2000 HC10              | 27 d'abril de 2000   | Socorro              | LINEAR        |
| 150452 - | 2000 HM39              | 29 d'abril de 2000   | Kitt Peak            | Spacewatch    |
| 150453 - | 2000 HH46              | 29 d'abril de 2000   | Socorro              | LINEAR        |
| 150454 - | 2000 HX52              | 29 d'abril de 2000   | Socorro              | LINEAR        |
| 150455 - | 2000 HC54              | 29 d'abril de 2000   | Socorro              | LINEAR        |
| 150456 - | 2000 HX55              | 24 d'abril de 2000   | Anderson Mesa        | LONEOS        |
| 150457 - | 2000 HG66              | 26 d'abril de 2000   | Anderson Mesa        | LONEOS        |
| 150458 - | 2000 HR68              | 28 d'abril de 2000   | Kitt Peak            | Spacewatch    |
| 150459 - | 2000 HO82              | 29 d'abril de 2000   | Socorro              | LINEAR        |
| 150460 - | 2000 HG88              | 27 d'abril de 2000   | Socorro              | LINEAR        |
| 150461 - | 2000 HY89              | 29 d'abril de 2000   | Socorro              | LINEAR        |
| 150462 - | 2000 JX1               | 2 de maig de 2000    | Socorro              | LINEAR        |
| 150463 - | 2000 JA9               | 1 de maig de 2000    | Socorro              | LINEAR        |
| 150464 - | 2000 JH11              | 3 de maig de 2000    | Socorro              | LINEAR        |
| 150465 - | 2000 JD12              | 5 de maig de 2000    | Socorro              | LINEAR        |
| 150466 - | 2000 JP34              | 7 de maig de 2000    | Socorro              | LINEAR        |
| 150467 - | 2000 JC64              | 10 de maig de 2000   | Socorro              | LINEAR        |
| 150468 - | 2000 JY83              | 5 de maig de 2000    | Socorro              | LINEAR        |
| 150469 - | 2000 KV4               | 27 de maig de 2000   | Socorro              | LINEAR        |
| 150470 - | 2000 KT28              | 28 de maig de 2000   | Socorro              | LINEAR        |
| 150471 - | 2000 KH55              | 27 de maig de 2000   | Socorro              | LINEAR        |
| 150472 - | 2000 KM73              | 28 de maig de 2000   | Anderson Mesa        | LONEOS        |
| 150473 - | 2000 KE83              | 24 de maig de 2000   | Anderson Mesa        | LONEOS        |
| 150474 - | 2000 LV32              | 4 de juny de 2000    | Socorro              | LINEAR        |
| 150475 - | 2000 NJ15              | 5 de juliol de 2000  | Anderson Mesa        | LONEOS        |
| 150476 - | 2000 NT22              | 7 de juliol de 2000  | Socorro              | LINEAR        |
| 150477 - | 2000 OQ21              | 30 de juliol de 2000 | Socorro              | LINEAR        |
| 150478 - | 2000 OS26              | 23 de juliol de 2000 | Socorro              | LINEAR        |
| 150479 - | 2000 OS40              | 30 de juliol de 2000 | Socorro              | LINEAR        |
| 150480 - | 2000 OM46              | 31 de juliol de 2000 | Socorro              | LINEAR        |
| 150481 - | 2000 OR60              | 29 de juliol de 2000 | Anderson Mesa        | LONEOS        |
| 150482 - | 2000 PR3               | 3 d'agost de 2000    | Socorro              | LINEAR        |
| 150483 - | 2000 PQ4               | 3 d'agost de 2000    | Bisei SG Center      | BATTeRS       |
| 150484 - | 2000 PM29              | 1 d'agost de 2000    | Socorro              | LINEAR        |
| 150485 - | 2000 QF2               | 24 d'agost de 2000   | Socorro              | LINEAR        |
| 150486 - | 2000 QT11              | 24 d'agost de 2000   | Socorro              | LINEAR        |
| 150487 - | 2000 QY11              | 24 d'agost de 2000   | Socorro              | LINEAR        |
| 150488 - | 2000 QJ14              | 24 d'agost de 2000   | Socorro              | LINEAR        |
| 150489 - | 2000 QS43              | 24 d'agost de 2000   | Socorro              | LINEAR        |
| 150490 - | 2000 QD44              | 24 d'agost de 2000   | Socorro              | LINEAR        |
| 150491 - | 2000 QN45              | 24 d'agost de 2000   | Socorro              | LINEAR        |
| 150492 - | 2000 QZ70              | 26 d'agost de 2000   | Prescott             | P. G. Comba   |
| 150493 - | 2000 QV77              | 24 d'agost de 2000   | Socorro              | LINEAR        |
| 150494 - | 2000 QL80              | 24 d'agost de 2000   | Socorro              | LINEAR        |
| 150495 - | 2000 QO88              | 25 d'agost de 2000   | Socorro              | LINEAR        |
| 150496 - | 2000 QD94              | 26 d'agost de 2000   | Socorro              | LINEAR        |
| 150497 - | 2000 QM96              | 28 d'agost de 2000   | Socorro              | LINEAR        |
| 150498 - | 2000 QV111             | 24 d'agost de 2000   | Socorro              | LINEAR        |
| 150499 - | 2000 QV117             | 29 d'agost de 2000   | Črni Vrh             | Črni Vrh      |
| 150500 - | 2000 QD125             | 31 d'agost de 2000   | Socorro              | LINEAR        |